# Delphinium variegatum
Delphinium variegatum és una espècie d'esperó conegut pel nom comú d'esperó de cavaller reial. És endèmica de Califòrnia, on creix a les muntanyes, valls i costes als boscos i prats. Al sòl de les rouredes californianes, les plantes associades típiques són Calochortus luteus, Cynoglossum grande i Calochortus amabilis.

## Descripció
Aquesta flor silvestre erecta pot assolir el mig metre d'alçada màxima. Les seves fulles tenen lòbuls profunds que es poden solapar. Els pecíols llargs són peluts. La inflorescència ramificada té fins a 25 flors àmpliament espaiades, que solen ser de color blau intens brillant i, de vegades, de color blau clar o blanc, segons les subespècies. L'esperó fa entre un i dos centímetres de llarg.

## Subespècies
Hi ha tres subespècies generalment acceptades.
- Delphinium variegatum ssp. kinkiense
- Delphinium variegatum ssp. kinkiensis

Dos d'elles, la ssp. kinkiense i la ssp. thornei, són endèmiques de l'llla San Clemente, una de les illes de Santa Bàrbara de Califòrnia. La Ssp. kinkiensis, que de vegades s'anomena Delphinium kinkiense ssp. kinkiense, es tracta com una espècie amenaçada a la llista federal. Tot i que, de fet, és més rar que la ssp. kinkiensis, ssp. thornei no té cap llista federal o estatal.
A diferència de les altres dues subespècies, ssp. kinkiensis de vegades porta flors blanques. Els individus de flors blaves són difícils de diferenciar dels ssp. thornei.

## Taxonomia
Delphinium variegatum va ser descrita per John Torrey i Asa Gray i publicat a A Flora of North America 1(1): 32, a l'any 1838.
Etimologia
Vegeu: Delphinium
variegatum: epítet llatí que significa "ser de diferents colors, a variegata".